# Vladimir Parfenovich
Vladimir Parfenovich (em bielorrusso:  Владимир Владимирович Парфенович, Minsk, 2 de dezembro de 1958) é um ex-canoísta bielorrusso especialista em provas de velocidade.

## Carreira
Foi vencedor das medalhas de ouro em K-1 500 m, em K-2 500 m e em K-2 1000 m em Moscovo 1980 com o seu colega de equipe Serhiy Chukhrai.